# سیارک ۱۹۸۳۵
سیارک ۱۹۸۳۵ (به انگلیسی: 19835 Zreda، نامگذاری:2000SQ252) نوزده هزار و هشتصد و سی و پنجمین سیارک کشف شده‌است که در ۲۴ سپتامبر ۲۰۰۰ کشف شد.
قدر مطلق سیارک برابر ۱۰.۷ است.